# Flaga Libanu

Flaga Wielkiego Libanu z czasów mandatu francuskiego (1920–1943)

Flaga Libanu – oficjalny symbol państwowy Libanu, zatwierdzony 7 grudnia 1943.

## Symbolika
W czasach biblijnych Liban słynął z cedrów i dlatego drzewo cedrowe umieszczono na fladze. Cedr, który na fladze pojawił się w czasach osmańskich w 1861, jest symbolem libańskich maronitów oraz siły, czystości i wieczności. Cedr jest w całości zielony – wersja z brązowym pniem nie jest oficjalnie uznawana, choć często spotykana. Czerwień symbolizuje poświęcenie w walce o niepodległość, biel jest symbolem czystości. Kolory nie odnoszą się do religijnych grup Libanu. Proporcja wysokości do szerokości flagi wynosi 2:3.

## Historia
W 1918 flaga Libanu przedstawiała cały zielony cedr wraz z pniem na białym tle. Konstytucja z 23 maja 1926, gdy Liban był pod administracją francuską, mówiła: „Artykuł 5: Libańska flaga jest niebieska, biała, czerwona z cedrem w białej części”. Nie było tam mowy o kolorze cedru, więc były dwie flagi: z całym zielonym cedrem i z zielonym cedrem z brązowym pniem.